# سعاد سلمان
سعاد سلمان العيبان (30 تشرين الثاني/نوفمبر 1967 - )، ممثلة عراقية مقيمة في الكويت وتحسب على دول الفن الخليجي اشتهرت بالأدوار الكوميدية والشريرة.

## حياتها ومشوارها المهني
ولدت في الكويت لأب عراقي، وأم عراقية تحمل الجنسية السويدية، درست في مدرسة دجلة والرصافي (الكويت) مع زميلاتها ميعاد عواد وإيمان العبيدي ، خريجة المعهد الديني شاركت في الثمانينات في مسرح الشباب مع المخرج عبد الله عبد الرسول لكن انطلاقتها الفعلية كانت بداية التسعينات حيث قدمت عدة أعمال في التلفزيون أولها مع الفنان طارق العلي هي الأخت الكبرى للفنانة شهد سلمان وأم الممثلة المعتزلة «العنود» التي تخرجت من المعهد العالي للفنون قسم إخراج وتمثيل[استشهاد دائري]

## أعمالها

### في التلفزيون
| سنة الإنتاج | اسم المسلسل                 |
| ----------- | --------------------------- |
| 1990        | إنهم أحبابي - فيلم تلفزيوني |
| 2005        | عديل الروح                  |
| 2007        | مذكرات أمونة                |
| 2007        | في البيوت أسرار             |
| 2007        | وحيد والمخبرين              |
| 2007        | هذا ولدنا                   |
| 2007        | الخراز                      |
| 2007        | لعبة الأيام                 |
| 2007        | الوزيرة                     |
| 2007        | عزف الدموع                  |
| 2008        | عائلتي                      |
| 2008        | بلا هوية                    |
| 2008        | مصدق نفسه                   |
| 2008        | صج حظوظ                     |
| 2009        | وعاد الماضي                 |
| 2009        | أم البنات                   |
| 2009        | عمر الشقا                   |
| 2010        | شر النفوس الجزء الثالث      |
| 2010        | أميمة في دار الأيتام        |
| 2010        | البيت المسكون               |
| 2011        | الحب لا يكفي أحيانا         |
| 2011        | كل يوم سالفة                |
| 2011        | المزواج الجزء الثاني        |
| 2012        | سوق الجت الجزء الثاني       |
| 2012        | الثمن                       |
| 2012        | بنات الجامعة                |
| 2012        | الفلته - الجزء الثاني       |
| 2012        | واي فاي - برنامج كوميدي     |
| 2013        | قرمش                        |
| 2013        | جلثم وميثة                  |
| 2014        | سقف واحد                    |
| 2014        | صديقات العمر                |
| 2015        | الفصلة                      |
| 2015        | حال مناير                   |
| 2016        | حريم بو سلطان               |
| 2017        | ذكريات لا تموت              |
| 2018        | الخافي أعظم                 |
| 2022        | نساء قلن لا                 |
| 2022        | من بعدي الطوفان             |
| 2022        | كيد الحريم                  |
| 2022        | نفس الحنين                  |

### في المسرح
| سنة الإنتاج | المسرحية     |
| ----------- | ------------ |
| 1988        | سهرة مجانين  |
| 1990        | القفص        |
| 2006        | نيولوك       |
| 2017        | جنوب أفريقيا |
| 2019        | ينانوة جليعة |
| 2020        | الثعبان      |
| 2021        | الإستراحة    |

### في تقديم البرامج
| سنة الإنتاج | اسم البرنامج    | بمشاركة           | عرض على   |
| ----------- | --------------- | ----------------- | --------- |
| 2018-2019   | صباح الكويت     | نادية المراغي     | قناة سكوب |
| 2015-2017   | بيت وضحة وضاري  | وضحة ،ضاري الصالح | قناة سكوب |
| رمضان 2017  | غبقة وضحة وضاري | وضحة ،ضاري الصالح | قناة سكوب |

## روابط خارجية
- سعاد سلمان على موقع IMDb (الإنجليزية)
- سعاد سلمان على موقع قاعدة بيانات الأفلام العربية